# John E. H. Spaul
John Edward Houghton Spaul (* 1926; † 17. Juni 2018) war ein britischer Althistoriker und Lehrer.

## Leben und Werk
John Spaul schloss sein Studium 1958 an der Universität Durham bei Eric Birley mit dem Master of Letters ab und war danach als Lehrer in Andover (Hampshire) tätig.
Seine Abschlussarbeit behandelt die römische Provinz Mauretania Tingitana. Als Standardwerke gelten seine zwei Veröffentlichungen zu den Alae (1994) und Kohorten (2000) des römischen Militärs vor, bei denen es sich um vollständige Neubearbeitungen der RE-Artikel von Conrad Cichorius handelt. Jede der bekannten Einheiten wird mit allen bekannten Nachweisen für den Namen und die Stationierung der Einheit sowie für ihre Mitglieder aufgelistet. Die Listen sind nach allen schriftlichen Quellen wie Militärdiplomen, Steininschriften, Papyri u. a. zusammengestellt.
Daneben publizierte er zur Lokalgeschichte von Andover.

## Veröffentlichungen (Auswahl)
Römische Militärgeschichte
- Studies in the Roman province of Mauretania Tingitana. Thesis M. Litt. University of Durham 1958 (Digitalisat).
- Ala². The Auxiliary Cavalry Units of the Pre-Diocletianic Imperial Roman Army. Nectoreca Press, Andover 1994, ISBN 0-9525062-0-3.
- Cohors². The evidence for and a short history of the auxiliary infantry units of the Imperial Roman Army. (= BAR International Series 841). British Archaeological Reports, Oxford 2000, ISBN 978-1-84171-046-4.
- Classes imperii romani. An epigraphic examination of the men of the imperial Roman navy. Nectoreca Press, Andover 2002, ISBN 0-9525062-1-1.

Geschichte von Andover
- A short history of Andover. Andover Local Archives Committee, Andover 1976.
- Andover. An historical portrait. BAS Printers Ltd., for Andover Local Archives Committee, Over Wallop 1977.
- Andover 950–1974. Aluric Press, Andover 2004, ISBN 0-9548234-0-0.